# Statek szkolny

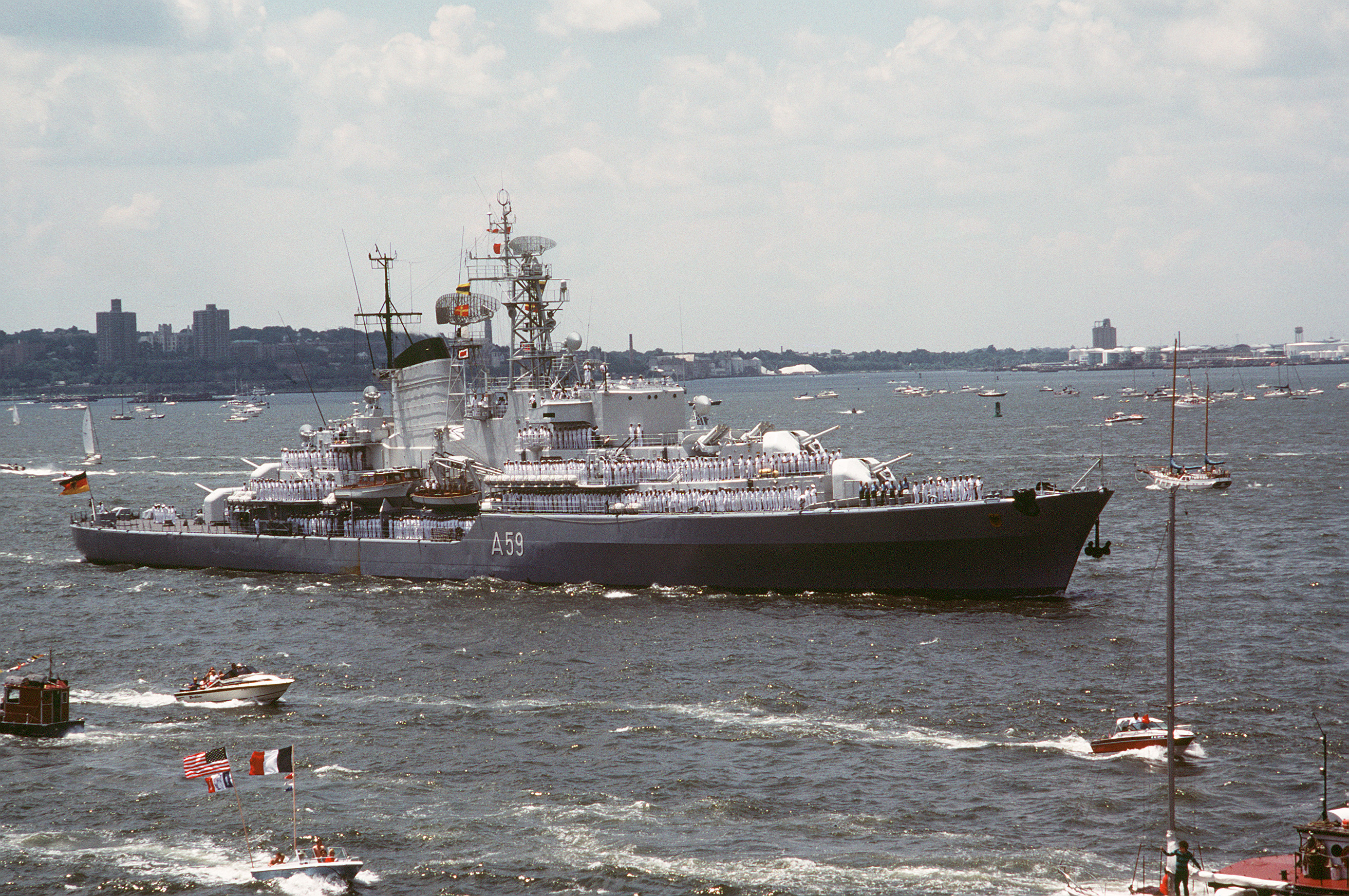
Zachodnioniemiecki okręt szkolny „Deutschland” reprezentujący marynarkę niemiecką podczas rewii floty w Nowym Jorku, 1986

Statek szkolny, okręt szkolny – statek wodny albo okręt w klasie okrętów specjalnych przeznaczony do szkolenia słuchaczy i uczniów szkół morskich wojennych i cywilnych w warunkach pływania na morzu.

## Okręty szkolne
Okręty szkolne są odpowiednio wyposażone do prowadzenia nauki nawigacji i eksploatacji okrętów, w tym użycia ich uzbrojenia. Służą do wyszkolenia podstawowego marynarzy marynarek wojennych oraz szkolenia specjalistycznego, w tym kadry oficerskiej. Dla celów dydaktycznych często montuje się na nich typowe uzbrojenie używane w danej marynarce, możliwie zróżnicowane. Istnieją również okręty szkolne nieuzbrojone. Pożądanymi cechami jest też rozkład pomieszczeń wewnętrznych zbliżony do okrętów bojowych oraz użycie typowych dla nich urządzeń napędowych. Istotną rolą większych okrętów szkolnych są dalekie rejsy, połączone z funkcją reprezentacyjną – prezentacją bandery za granicą.
Okręty szkolne można podzielić na:
- okręty szkolne żaglowe[1]
- okręty szkolne przystosowane ze statków handlowych lub transportowców (np. ORP „Gryf” – powojenny)[1]
- okręty szkolne przebudowane ze zdeklasowanych okrętów bojowych[1]
- okręty szkolne specjalnej budowy (np. niemiecki „Deutschland” i polski ORP „Wodnik”)[1]
- okręty uniwersalne, pełniące zarazem funkcje szkolne i bojowe (np. fiński stawiacz min „Pohjanmaa” i polski przedwojenny ORP „Gryf”)[3][4].

Wśród okrętów szkolnych specjalnej budowy można wyróżnić wszechstronnie uzbrojone okręty, przeznaczone także do pełnienia funkcji bojowych podczas wojny, np. eskortowych (np. francuski krążownik szkolny „Jeanne d’Arc” z okresu międzywojennego i niemiecki powojenny „Deutschland”). Należy je odróżnić od uniwersalnych okrętów bojowych, w których funkcja szkolna jest uzupełnieniem zasadniczego przeznaczenia (np. polski stawiacz min „Gryf”). Z drugiej strony, budowane są prostsze okręty szkolne zbliżone konstrukcyjnie do okrętów pomocniczych, na ogół słabo uzbrojone. Mogą one również na wypadek wojny na ogół pełnić funkcje pomocnicze, jak sztabowe, okrętów-baz lub okrętów szpitalnych (np. polski ORP „Wodnik”). Obok dużych okrętów szkolnych, przeznaczonych do odbywania dalekich rejsów, stosowane są też małe jednostki (kutry szkolne), służące do praktycznej nauki manewrowania, sygnalizacji i dowodzenia jednostką pływającą (np. polski ORP „Podchorąży”).
W niektórych współczesnych marynarkach wojennych stosowane są nadal nieliczne tradycyjne żaglowe okręty szkolne, pozbawione uzbrojenia, służące do poznawania żywiołu morskiego i umiejętności jego opanowania, poznawania praktycznych umiejętności z zakresu nawigacji i astronawigacji, wykonywania prac bosmańskich i konserwacyjnych oraz posługiwania się środkami ratunkowymi (np. polski ORP „Iskra”).
Osobno należy wyróżnić okręty bojowe nie projektowane specjalnie pod kątem funkcji szkolnych, ale następnie używane do szkolenia, szczególnie do dalekich rejsów szkolnych, bez upośledzenia funkcji bojowych. Często do tej roli przeznaczano krążowniki z zaadaptowanymi pomieszczeniami dla kadetów (np. niemiecki krążownik „Emden”). Osobno również należy wyróżnić stacjonarne hulki szkolne, wycofane z aktywnej służby, pozbawione możliwości wychodzenia w morze, służące jako pomieszczenia szkolne (np. polski ORP „Bałtyk”).

## Statki szkolne

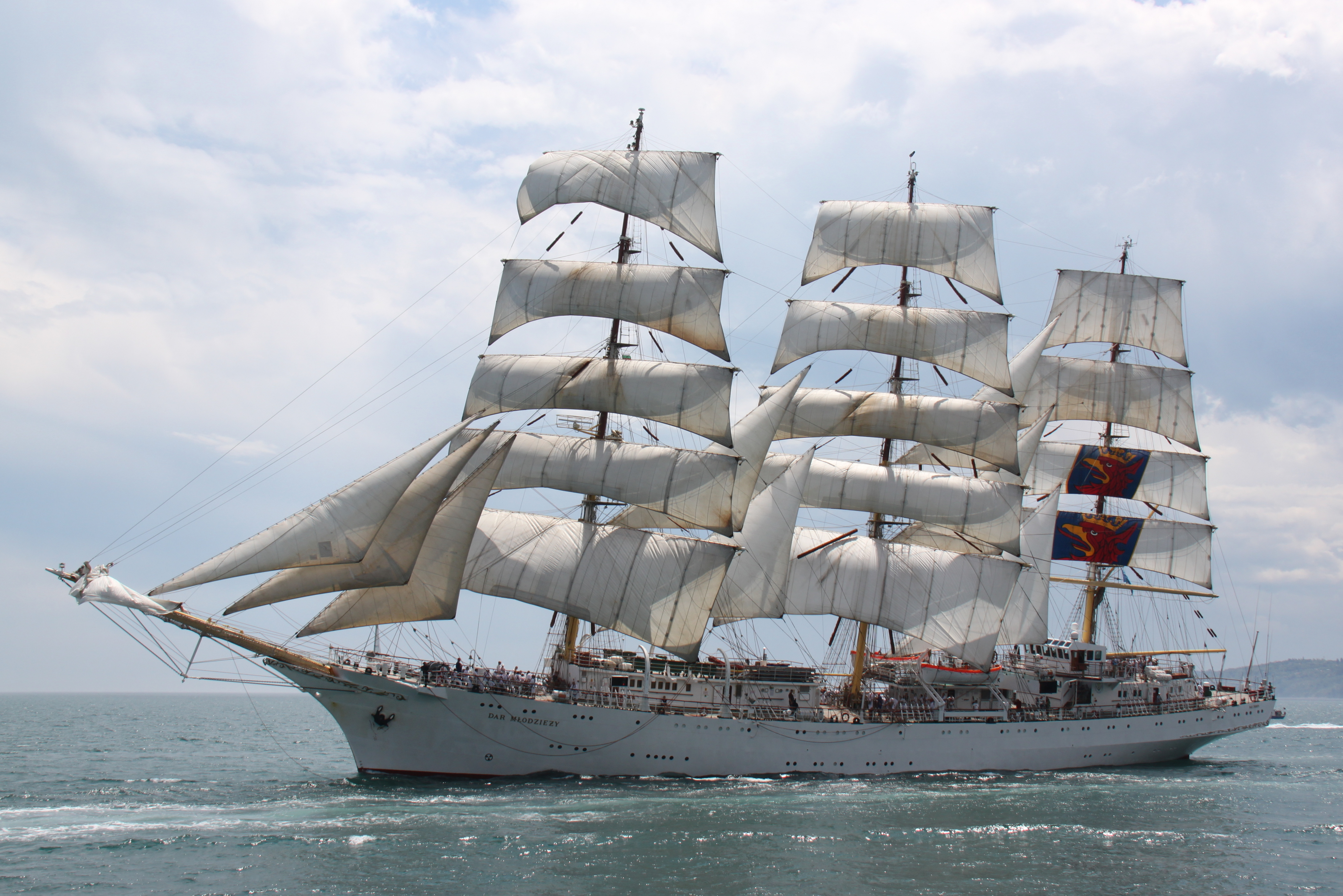
Żaglowiec szkolny „Dar Młodzieży”

Statki szkolne są jednostkami cywilnymi, służącymi do szkolenia praktycznego marynarzy specjalistów na poziomie szkoły średniej oraz oficerów w wyższych szkołach morskich. Tradycyjnie do wyszkolenia oficerów używane były żaglowce szkolne, jak polskie „Lwów” i „Dar Pomorza” należące do Państwowej Szkoły Morskiej. Przez wiele lat w przeszłości marynarze poza oficerami byli jedynie praktycznie przyuczani do zawodu, lecz coraz nowocześniejsze marynarki handlowe po II wojnie światowej zaczęły stopniowo również wymagać specjalnego kształcenia marynarzy i zaczęto w tym celu używać specjalizowanych statków o napędzie mechanicznym. Statki szkolne mogły powstawać w drodze adaptacji istniejących statków, przeważnie towarowych, albo być specjalnie budowane. Mogą być zarazem jednostkami szkoleniowo-eksploatacyjnymi, które przewożą towary w celach zarobkowych przy okazji szkolenia.
Cechą szczególną statków szkolnych jest przystosowanie do zakwaterowania znacznej liczby uczniów, mogącej sięgać ponad 100 osób. Pożądane jest wyposażenie w udogodnienia bytowe i pomieszczenia dydaktyczne, sale wykładowe i warsztaty, oraz nowoczesny sprzęt nawigacyjny. Oprócz pomieszczeń dydaktycznych, mogły mieć ładownie do praktyki sztauerskiej (co miało większe znaczenie przed upowszechnieniem kontenerów). Statki specjalnej budowy bywają wyposażone w zdublowany mostek kapitański, kabinę nawigacyjną i siłownię, które przeznaczone są dla celów szkoleniowych (np. polski „Antoni Garnuszewski” z lat 70. XX wieku).
W dalszym ciągu wykorzystywane są żaglowce szkolne, lecz przeważnie do szkolenia morskiego połączonego z rekreacją, w ramach organizacji zajmujących się wychowywaniem młodzieży lub paramilitarnych, jak harcerstwo (np. polskie „Zawisza Czarny” lub „Pogoria”).